# BachSpiele Leipzig
Die BachSpiele Leipzig sind ein Jugend-Nachwuchswettbewerb zum Thema Johann Sebastian Bach und finden jährlich im Rahmen des Bachfestes Leipzig statt. Die Aufgabe der Teilnehmer ist es, ein 15-20-minütiges Bühnenprogramm zu Leben oder Werk Johann Sebastian Bachs zu erarbeiten und auf der Bühne der BachSpiele dem Publikum und der Jury zu präsentieren.
Gefragt ist dabei nicht die Darbietung Bach’scher Musik in klassisch-traditioneller Form, sondern die Entwicklung einer ganz eigenen, kreativen Sicht- und Spielweise.

## Besonderheit
Das Besondere und deutschlandweit einzigartige der BachSpiele: Es existieren keinerlei Genrevorgaben – ob Musik, Tanz, Theater, Literatur, Videoperformance, Modenschau oder Malerei, erlaubt ist alles was gefällt und für die Präsentation in einer kurzen Bühnenshow geeignet ist. Es zählen in erster Linie die kreativen Ideen und die Begeisterung der jungen Akteure. Auch jede Form von Mischungen der genannten Genres, egal ob aus Darstellender oder Bildender Kunst sind ausdrücklich erlaubt und erwünscht.

## Ziele
Junge Nachwuchskünstler zur aktiven Beschäftigung mit Johann Sebastian Bach zu ermutigen, das Bachfest Leipzig weiter in Richtung Jugend zu öffnen und eine Brücke zwischen Hochkultur und „Freier Szene“ zu schlagen, das waren die Ausgangsideen für die BachSpiele. Die Bewahrung und Verbreitung des kulturellen Erbes Johann Sebastian Bachs und die Bewusstmachung des besonderen Wertes dieses Gutes sind dabei wesentliche Ziele.

## Teilnahme
Teilnehmen kann jeder junge Amateur-Nachwuchskünstler im Alter von 14 bis 27. Die Anmeldung ist auf der Webseite der BachSpiele möglich.

## Zeit / Ort
Seit 2011 finden die BachSpiele jährlich im Juni, während des Bachfestes Leipzig, über mehrere Tage auf dem Hauptbahnhof Leipzig (Untergeschoss Westseite) statt.

## Entstehung
Nach mehreren Gesprächsrunden, beginnend im Jahr 2008, im Bach-Archiv Leipzig, mit verschiedenen Leipziger Jugend- und Kulturvereinen, entstand schließlich die Idee des genreoffenen Jugend-Nachwuchswettbewerbs.

## Veranstalter
Veranstaltet werden die BachSpiele vom Soziokulturellen Zentrum naTo e.V. in Kooperation mit dem Bachfest Leipzig.